# 平岡拓真
平岡 拓真（ひらおか たくま、1998年2月19日 - ）は、日本の元・俳優。香川県出身。
元・サンミュージック所属

## 出演

### テレビドラマ
- 252 生存者あり episode.ZERO（2008年12月5日、日本テレビ）- 悟 役
- トミカヒーロー レスキューファイアー 第6話（2009年、テレビ愛知）- 優斗 役
- 水戸黄門（TBS / C.A.L）
  - 第40部 第19話「恋しい父は悪の手先!? -島田-」（2009年12月14日）- 榛名賢太郎 役
  - 第43部 第13話「冴えない男の恩返し -松坂-」（2011年10月17日）- 倫太郎 役
- 外科医 須磨久善（2010年、テレビ朝日）- 健太 役
- ガラスの牙 熱血DJ保護司・権藤明子〜涙の少年少女観察日記（2010年3月8日、TBS） - 大野啓介 役
- 連続テレビ小説 おひさま（2011年、NHK） - 平岡圭介 役
- 11人もいる!（2011年10月 - 12月、テレビ朝日） - 真田四郎 役
- 松本清張没後20年特別企画・市長死す（2012年4月3日、フジテレビ） - 笠木公蔵（少年期） 役
- 大河ドラマ 平清盛 第17回 - 第23回（2012年4月29日 - 6月10日、NHK） -  平重盛（少年期） 役
- 宮部みゆきミステリー パーフェクト・ブルー 第2話（2012年10月15日、TBS） - 藤堂公久 役
- 仮面ライダーウィザード 第30話・第31話（2013年4月7日・14日、テレビ朝日） - 健太 役
- あさきゆめみし 〜八百屋お七異聞（2013年9月 - 11月、NHK） - 小僧 役
- 刑事のまなざし 第3話（2013年10月21日、TBS） - 吉沢隆太 役
- 弱くても勝てます 〜青志先生とへっぽこ高校球児の野望〜（2014年4月 - 6月、日本テレビ） - 光安祐太 役
- 獣医さん、事件ですよ 第7話（2014年8月14日、読売テレビ） - 槙竜太 役
- シンデレラデート（2014年11月 - 12月、東海テレビ） - 根岸翔 役
- 学校のカイダン（2015年1月 - 3月、日本テレビ） - 越智優輝 役
- 警部補・杉山真太郎〜吉祥寺署事件ファイル 第2話（2015年1月19日、TBS） - 山野辺健太 役
- 念力家族 第9話（2015年6月8日、NHK Eテレ）
- 妻と飛んだ特攻兵（2015年8月16日、テレビ朝日）
- 科捜研の女 第15シリーズ 第7話（2015年12月3日、テレビ朝日） - 宇田川岳人 役
- スペシャリスト 第6話（2016年2月18日、テレビ朝日） - 渡辺仁 役
- いつかこの恋を思い出してきっと泣いてしまう 第7話（2016年2月29日、フジテレビ）
- 仮釈放の条件 出口の裁判官 岬真斗香（2016年3月13日、テレビ東京） - 船川哲也 役
- 時をかける少女（2016年7月 - 9月、日本テレビ） - 長谷保 役
- 沈まぬ太陽 第16話（2016年8月28日、WOWOW）
- キャリア〜掟破りの警察署長〜 第1話（2016年10月9日、フジテレビ） - 飯塚正史 役
- THE LAST COP/ラストコップ 第5話・第6話（2016年11月5日・12日、日本テレビ） - 中川勝 役
- 相棒 season15 元日スペシャル 第10話（2017年1月1日、テレビ朝日） - 槇野真理男 役
- 緊急取調室 シーズン2 第4話（2017年5月11日、テレビ朝日） - 春日俊介 役

### 映画
- 戦慄迷宮3D THE SHOCK LABYRINTH（2009年）- 賢（少年期） 役
- おおかみこどもの雨と雪（2012年）- 草平 役（声の出演）[1]
- 中学生円山（2013年）- 円山克也 役
- トイレのピエタ（2015年）
- ハルチカ（2017年）- 宮本恭二 役
- 無限の住人（2017年） - 真琴 役

### 舞台
- 新春戦国鍋祭〜あんまり近づきすぎると斬られちゃうよ〜（2011年）- 吾助 役
- 10 Quatre 〜花鳥風月〜(2012年)

### CM
- ロッテクランキー〜宿題篇〜（2014年）